# Maa-Krankki
Maa-Krankki är en ö i Finland. Den ligger i sjön Sääksjärvi och i kommunen Kumo i den ekonomiska regionen  Björneborgs ekonomiska region  och landskapet Satakunta, i den sydvästra delen av landet, 200 km nordväst om huvudstaden Helsingfors. Öns area är 0,9 hektar och dess största längd är 170 meter i öst-västlig riktning.